# Várnay Fábián
Várnay Fábián, Galambos (Szabadka, 1840. július 31. – ?, 1884. október 4.) színész, színigazgató. 

## Pályafutása
Szülei Galambos Mihály és Puketz Erzsébet. 1863. március 1-jétől vidéki társulatoknál lépett színpadra, társalgási, jellem és komikus szerepekben is láthatta a közönség. Tagja volt a Budai Népszínháznak, majd 1869-től mint igazgató dolgozott. 1870. október 3-án Karcagon lemondott társulata igazgatásáról a szeptemberi játékukat követően. 1871. április 5-én Pesten jelen volt az öttagú igazolóbizottság tagjaként, amikor a Magyar Színészkebelzet megalakult (később Magyar Színészek Egyesülete, végül Országos Színészegyesület). Később újra játszott színészként is, azonban már nem volt akkora sikere mint korábban. Kizárólag daltársulatok szerződtették. 1881-82-ben fellépett Mezőberényben, Zoltán Gyula társulatánál. Nehéz anyagi körülmények között élt. 
Deréki Antal: Ripacsok című írásában így jellemzi játékát: "A hatvanas évek legnagyobb ripacsa kétségtelenül Várnai Fábián, egy szikár termetű, mozgékony testű, fürge lábú, rendkívül agilis komikus, aki a külső hatás kedvéért nemcsak idomtalan nagyságú orrokat ragasztott magának deákflastromból, hanem meghosszabbított kasírozott füleket is használt, a cipőit kitoldotta, hogy lábai hosszabbaknak látszassanak és a keztyüire hosszú strimfliszárat varratott, úgy hogy mikor lehúzta, a keztyü szára legalább is egy rőfnyi volt. Különböző rikító színű parókáit úgy készíttette, hogy azoknak a felső része egy gummizsinór segélyével mozgatható volt és mikor szerepe szerint dühbe gurult, vagy valamitől megijedt, meghúzta a ruházata alá rejtett gummizsinórt és akkor — a karzat legnagyobb gyönyörűségére — úgy látszott, mintha ijedtében a hajaszálai ég felé meredtek volna." Ezen kívül egy másik különös trükkje is volt, amelyet utána a régi komikusok éveken át gyakoroltak. Az 1860-as évek naiv közönségének ízlése szerint a színpadon minden házassággal végződő vígjátékot, bohózatot és népszínművet énekkel és tánccal kellett végezni. Várnay Fábián az ilyen alkalmaknál mindig az előtérbe, egészen a rivaldáig tolakodott, eszeveszett lábficamitásokkal ugrált és táncolt és úgy intézte, hogy függönylegördültével párjával a függönyön kívül maradt, mintha az merő véletlenségből történt volna. Noha ez a színészi fogás majdnem minden énekes darabnál megismétlődött, a naiv publikum éppen úgy mulatott rajta, éppen úgy tombolt harsogó jó kedvében, mintha életében először látta volna.

## Magánélete
Felesége Paksi Júlia (Hajdúböszörmény, 1842 – Debrecen, 1880. július 12.) színésznő volt.
Gyermekeik:
- Emília (Vác, 1862. december 9., Paksi Júlia törvénytelen leányaként, keresztszülei Niczky Pál (1824-1877) 1848-as főhadnagy, Nógrád megye főjegyzője és Fehér Antónia.[7]
- Piroska Ilona (Makó, 1866. május 9.), keresztszülei Várhidy Sándor és Szőllősy Szabó Piroska színészek.[8]
- Julianna Mária (Szentes, 1867. július 9.[9] – Budapest, 1914. augusztus 10.)[10] Láposi Gusztáv színházi tánctanár felesége
- Géza (Békés, 1868. szeptember 5.)[11]
- Ida Gizella (Makó, 1872. április 4.)[12]

## Fontosabb szerepe
- Feodor (Maurice: Samyl...)

## Működési adatai
1863: Szabó József–Philippovits István; 1866: Szeged; 1868–69: Budai Népszínház; 1871–72: Szeged; 1880–82: Szatmár; 1884: Kovács?. 
Igazgatóként: 1869–71: Szatmár; 1871: Nagykároly, Kisvárda, Nyíregyháza; 1873: Borosjenő; 1873–74: Nagybecskerek, Nagykikinda; 1874: Makó, Battonya, Újarad, Békéscsaba, Nagyszalonta, Kisjenő; 1874–75: Borosjenő, Szentanna; 1875: Pankota, Borosjenő, Mezőhegyes, Nagylak, Pécska, Vinga; 1875–76: Versec; 1876: Nagykikinda, Hajdúszoboszló, Hajdúböszörmény, Hajdúdorog; 1877–78: Világos, Kisjenő; 1878: Vinga; 1878–79: Ada; 1879: Kula, Németpalánka, Apatin, Nemesmilitics, Csíksomlyó; 1879–80: Érszentmihály; 1880: Szilágysomlyó, Zilah, Krassó.